# Obernfeld
Obernfeld é um município da Alemanha localizado no distrito de Göttingen, estado da Baixa Saxônia.
Pertence ao Samtgemeinde de Gieboldehausen.

## Demografia
Evolução da população:
| - 1821 - 591 - 1939 - 778 - 1973 - 963 | - 1986 - 915 - 1996 - 1.006 - 2001 - 1.027 |